# Ostdeutsche Eisenbahn
Ostdeutsche Eisenbahn GmbH, ODEG (w tłumaczeniu dosłownym Wschodnioniemiecka Kolej Żelazna) – prywatny przewoźnik kolejowy w Niemczech, prowadzący przewozy pasażerskie na trasach przejmowanych w wyniku wygranych przetargów na obsługę połączeń wewnątrz niemieckich krajów związkowych.

## Historia

### Początki
W 2001 roku prywatna spółka kolejowa Prignitzer Eisenbahn GmbH (założona w 1996 r. przez byłego maszynistę Deutsche Bahn Thomasa Becknera na bazie majątku dawnych struktur DB w Prignitz) wystartowała w konsorcjum z operatorem metra, szybkiej kolei miejskiej i tramwajów w Hamburgu – spółką Hamburger Hochbahn AG (historią sięgającą 1911 r.) kontrolowaną przez fundusz kapitałowy BeNEX w przetargu na obsługę od grudnia 2002 r. dwóch linii na obszarze kraju związkowego Meklemburgia-Pomorze Przednie: Neustrelitz – Hagenow Land oraz Neusterlitz – Mirow. Po zwycięstwie w przetargu i uzyskaniu kontraktu, obie spółki celem obsługi nowych linii założyły nowe przedsiębiorstwo – Ostdeutsche Eisenbahn GmbH, nawiązujące nazwą do istniejącego przed 1945 r. Wschodniopruskiego Towarzystwa Kolejowego (Ostdeutsche Eisenbahn-Gesellschaft).

### Kontrakty

#### Meklemburgia-Pomorze Przednie

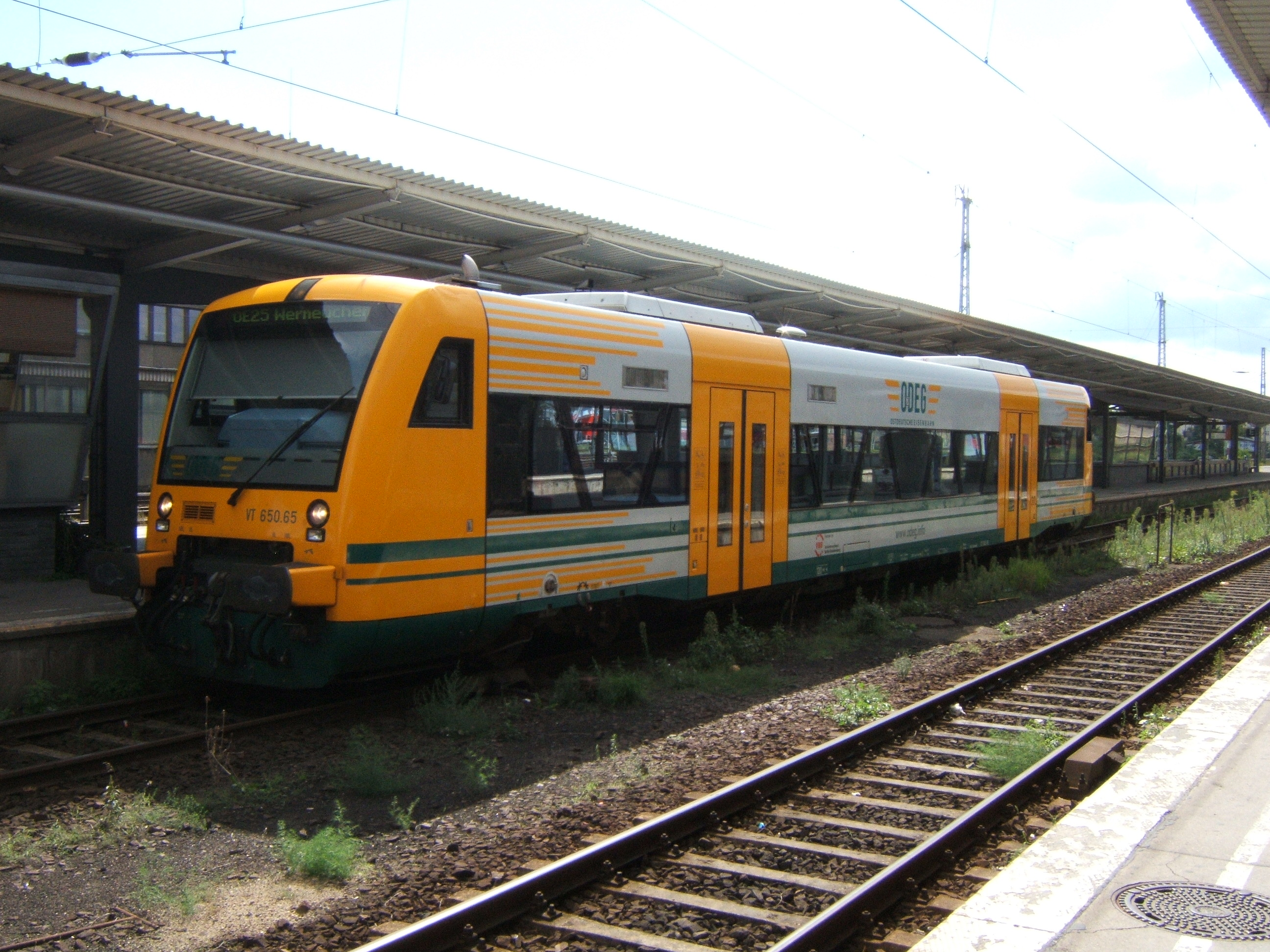
Stadler RS1 – typowy pojazd ODEG

Firma rozpoczęła działalność na dwóch liniach (Hagenow – Parchim – Neustrelitz, Neustrelitz – Mirow) o łącznej długości 175 km 15 grudnia 2002 roku, angażując do obsługi pierwszych połączeń 30 pracowników oraz 7 szynobusów typu Stadler Regio-Shuttle RS1. W 2012 r. kraj związkowy anulował umowę na obsługę drugiej z obsługiwanych linii. W 2013 r. natomiast spółka rozpoczęła obsługę linii Rehna – Schwerin – Parchim.
W grudniu 2019 r. ODEG wygrała postępowanie przetargowe na sześcioletnią obsługę pakietu linii obejmującego trasy:
- RB13 Rehna – Schwerin – Parchim,
- RB14 Hagenow – Parchim,
- RB15 Waren (Müritz) – Malchow (– Plau am See).

W trybie nadzwyczajnym w tym samym roku przyznano spółce dwuletnią obsługę pakietu dwóch linii kategorii Regional Express:
- RE9 Rostock – Stralsund – Sassnitz / – Binz,
- RE10 Rostock – Stralsund – Züssow.

Po wygaśnięciu umowy spółka zwyciężyła w ogłoszonym przez władze kraju związkowego przetargu na obsługę powyższych linii, obejmującym okres 13 lat (od 2021 do 2034 r.), tym samym pociągi ODEG nadal na nich kursują.

#### Brandenburgia

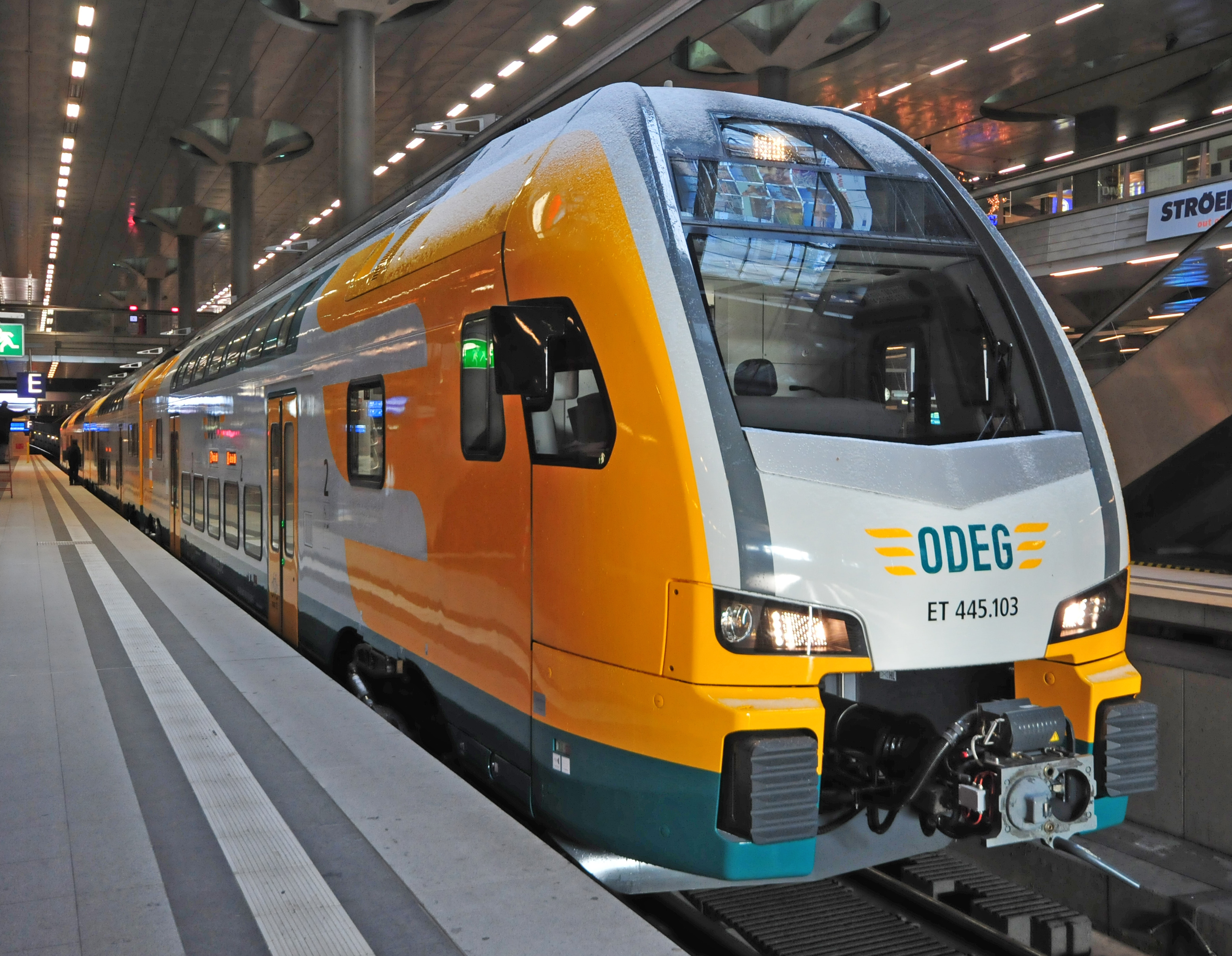
Jednostka Stadler KISS przewoźnika Ostdeutsche Eisenbahn (ODEG) na dworcu Berlin Hauptbahnhof

Wraz z końcem 2004 roku firma przejęła na okres dziesięciu lat obsługę pakietu linii we wschodniej Brandenburgii:
- RB25 Berlin – Werneuchen,
- RB35 Fürstenwalde/Spree – Bad Saarow,
- RB36 Königs Wusterhausen – Frankfurt (Oder),
- RB60 Eberswalde – Frankfurt (Oder),
- RB63 Eberswalde – Joachimsthal;

Do obsługi połączeń zakupiono wówczas 25 kolejnych szynobusów typu RS1 i zatrudniono 100 nowych pracowników. Obsługę linii od ODEG pod koniec 2014 r., po wygranym przetargu przejęła spółka Niederbarnimer Eisenbahn AG (NEB).

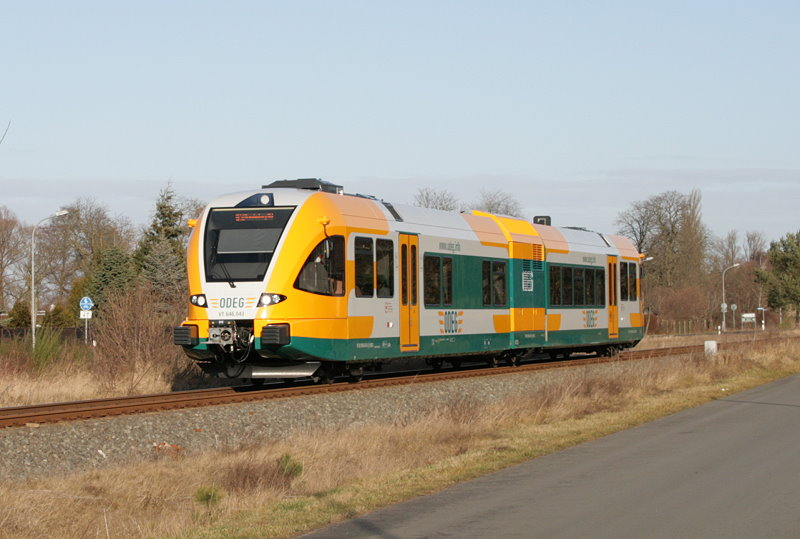
Stadler GTW 2/6 ODEG zakupiony do realizacji kontraktu z VBB na lata 2011–2022

W grudniu 2011 r. Ostdeutsche Eisenbahn rozpoczęła realizację kolejnego dziesięcioletniego kontraktu na realizację połączeń na liniach w rejonie Berlina. Zamówienie obejmowało obsługę połączeń w ramach linii:
- RE 2 Cottbus – Berlin – Wismar (od 2012 r.),
- RE 4 Stendal – Rathenow – Berlin – Jüterbog (od 2012 r.),
- RB 33 Berlin – Jüterbog (od 2011 r.),
- RB 51 Rathenow – Pritzerbe – Brandenburg (od 2011 r.).

Z myślą o obsłudze nowych połączeń, spółka zakupiła 23 nowe pojazdy Stadlera: 16 jednostek Stadler KISS przeznaczonych do obsługi linii Regional-Express (RE2 i RE4), 6 zespołów spalinowych GTW 2/6 i jeden szynobus RS1.
W grudniu 2022 r. zakończyła się poprzednia umowa, a spółka na mocy wygranego przetargu otrzymała dwunastoletni kontrakt na obsługę połączeń w ramach pakietu linii Netz Elbe-Spree (LOS 1 und LOS 4). Obejmuje on linie:
- RE1 Magdeburg – Brandenburg (Havel) – Berlin – Frankfurt (Oder) – Eisenhüttenstadt  – Cottbus,

- RE8 Wismar – Wittenberge – Berlin – Baruth – Elsterwerda / Finsterwalde,

- RB17 Wismar – Wittenberge – Flughafen BER Terminal 1-2 (od grudnia 2024 r.),

- RB33 Jüterbog – Beelitz – Potsdam Hbf,

- RB37 Beelitz – Potsdam – Berlin-Wannsee,

- RB51 Rathenow – Brandenburg.

#### Powiaty: Görlitz i Bautzen

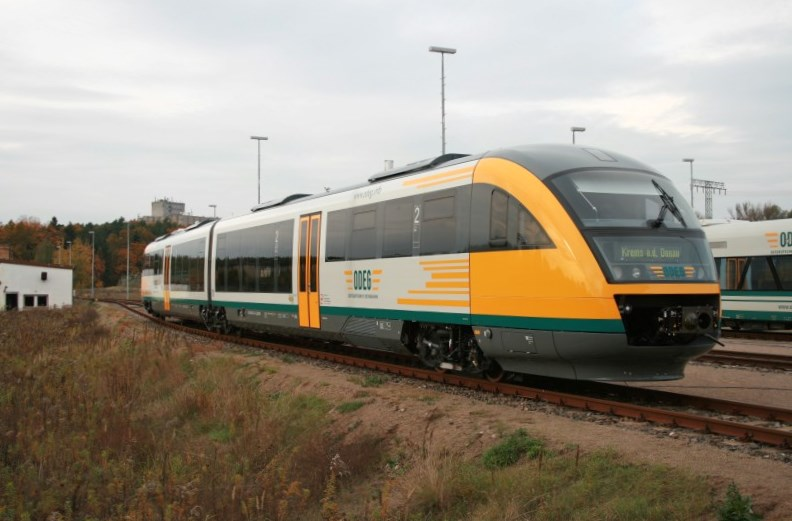
Siemens Desiro Classic przewoźnika Ostdeutsche Eisenbahn (ODEG)

Od 14 grudnia 2008 r. ODEG realizowała dziesięcioletni kontrakt na obsługę linii w Saksonii, na zlecenie Celowego Związku Komunikacyjnego Górnych Łużyc i Dolnego Śląska (ZVON):
- RB46 Cottbus – Forst (Lausitz),
- RB60V Görlitz – Bischofswerda,
- RB64 Görlitz – Hoyerswerda,
- RB65 Cottbus – Görlitz – Zittau;

Tego samego roku, do realizacji kontraktu zakupiono dodatkowe 3 pojazdy typu RS1 (z pięciu oddelegowanych do Saksonii) i – po raz pierwszy – 6 jednostek typu Siemens Desiro Classic.
Po kolejnym wygranym przetargu, od 9 grudnia 2018 r. spółka nadal realizuje przewozy na wymienionych liniach (oprócz linii RB60V) w ramach kolejnego, tym razem dwunastoletniego kontraktu.

## Połączenia

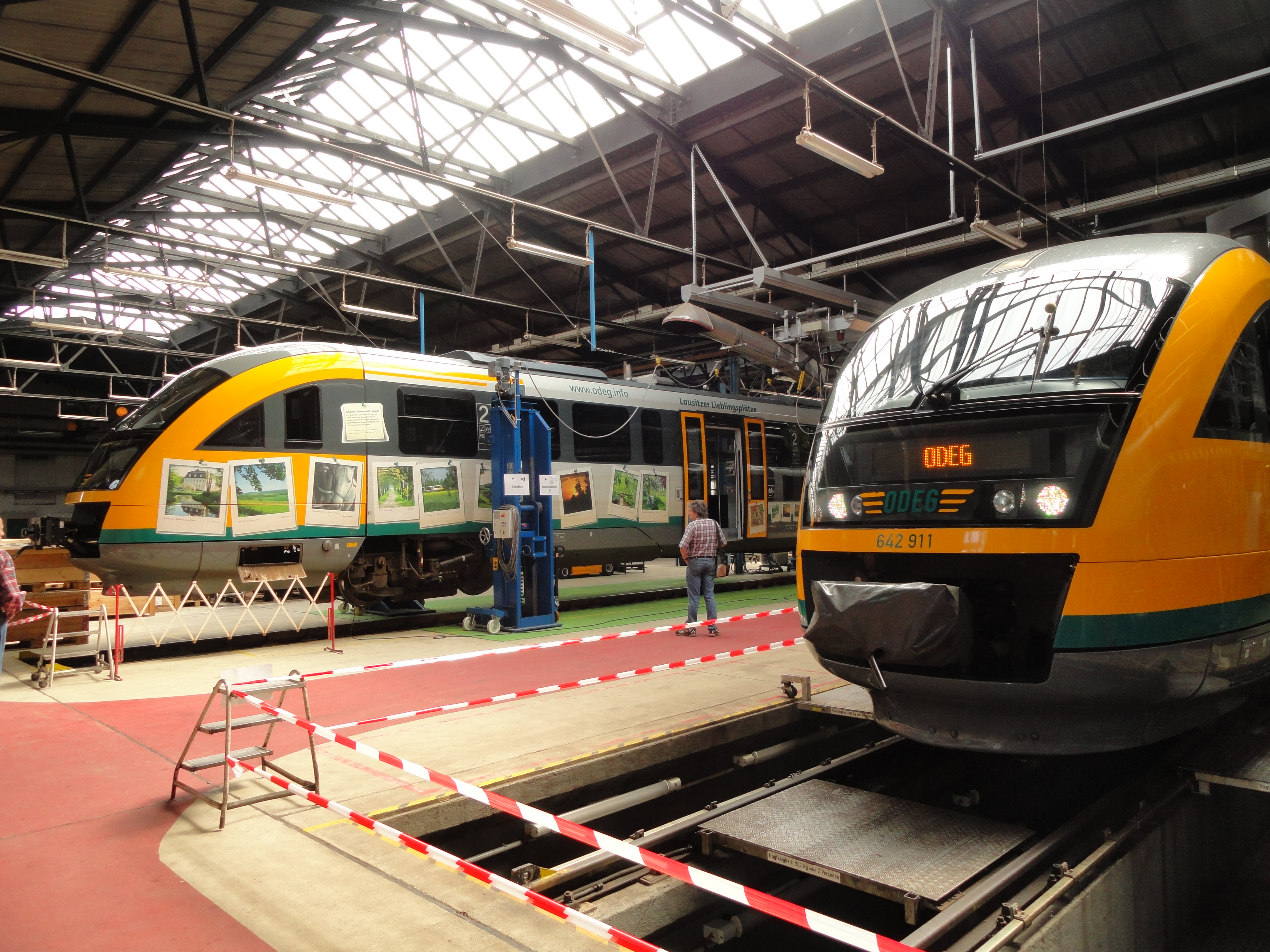
Zaplecze serwisowe ODEG w Görlitz

| Linia | Tabela rozkładu jazdy | Relacja                                                       | Okres kontraktu               |
| ----- | --------------------- | ------------------------------------------------------------- | ----------------------------- |
| RE 1  | 201                   | Magdeburg – Brandenburg – Berlin – Frankfurt (Oder) – Cottbus | grudzień 2022 – grudzień 2034 |
| RE 8  | 208                   | Wismar – Wittenberge – Berlin – Elsterwerda / Finsterwalde    | grudzień 2022 – grudzień 2034 |
| RE 9  | 190                   | Rostock – Stralsund – Sassnitz / – Binz                       | grudzień 2021 – grudzień 2034 |
| RE 10 | 190, 203              | Rostock – Stralsund – Züssow                                  | grudzień 2021 – grudzień 2034 |
| RB 13 | 152                   | Rehna – Schwerin – Parchim                                    | grudzień 2019 – grudzień 2025 |
| RB 14 | 172                   | Hagenow – Ludwigslust – Parchim                               | grudzień 2019 – grudzień 2025 |
| RB 15 | 174                   | Waren (Müritz) – Malchow (– Plau am See)                      | grudzień 2019 – grudzień 2025 |
| RB 33 | 209.33                | Jüterbog – Beelitz – Potsdam                                  | grudzień 2022 – grudzień 2034 |
| RB 37 | 207                   | Beelitz – Potsdam – Berlin                                    | grudzień 2022 – grudzień 2034 |
| RB 46 | 209.46                | Cottbus – Forst (Lausitz)                                     | grudzień 2018 – grudzień 2030 |
| RB 51 | 209.51                | Rathenow – Pritzerbe – Brandenburg                            | grudzień 2022 – grudzień 2034 |
| RB 64 | 229                   | Görlitz – Niesky – Hoyerswerda                                | grudzień 2018 – grudzień 2030 |
| RB 65 | 220                   | Cottbus – Görlitz – Zittau                                    | grudzień 2018 – grudzień 2030 |

## Taryfa
Ostdeutsche Eisenbahn jest członkiem organizacji Tarifverband der Bundeseigenen und Nichtbundeseigenen Eisenbahnen in Deutschland (TBNE), koordynującej taryfy ponad 40 niemieckich przewoźników kolejowych, w tym Deutsche Bahn. Tym samym, bilety uprawniające do podróżowania pociągami ODEG można nabywać we wszystkich kanałach dystrybucji DB i innych przewoźników, jak również u konduktorów w pociągach.
W pociągach ODEG obowiązują również bilety poszczególnych organizatorów transportu, zlecających spółce obsługę połączeń (np. ZVON, VBB).
Spółka posiada własne centra obsługi klienta w Berlinie oraz przy siedzibie w Parchim.

## Zaplecze serwisowe
ODEG jest stuprocentowym właścicielem spółki-córki Ostdeutsche Instandhaltungsgesellschaft, prowadzącej trzy centra serwisowe: w Parchim, Görlitz oraz Eberswalde.